# Cost per mil
El cost per mil (en anglès cost per mille o CPM) és un sistema de facturació publicitària en màrqueting digital. És una mesura en què l'anunciant paga per cada mil vegades que es mostra l'espai, objecte de publicitat.
Ràdios, televisió, periòdics, revistes i la publicitat en línia es poden comprar sobre la base del que costa mostrar l'anunci a mil espectadors (CPM). S'utilitza en la comercialització com un punt de referència per a calcular el cost relatiu d'una campanya de publicitat.
Un exemple de càlcul del CPM a priori:
1. Cost total per executar l'anunci és de 20.000 €.
2. L'audiència total és 2.000.000 persones.
3. El CPM es calcula de la següent manera:

{\displaystyle \textstyle CPM={20.000\ euros \over 2.000.000\ persones}\ *\ 1.000=10\ euros}
En la publicitat a internet, sovint es factura a posteriori segons un CPM contractat, per exemple, 12 euros CPM, en conseqüència, si ningú no mira o descarrega la pàgina amb l'anunci, no es paga res. Per analogia amb la premsa escrita es parla de «cost per mil impressions». També és una manera de remunerar les visites a webs esponsoritzats, com és el cas amb certes cançons i altres documents publicades per exemple a Youtube. Altres conceptes similars són el cost per clic (CPC), cost per compromís (CPE) (E de l'anglès engagement), cost per contacte (CPL) (L de l'anglès lead) i cost per acció (CPA).